# Beige
Pour les articles homonymes, voir Beige (homonymie).

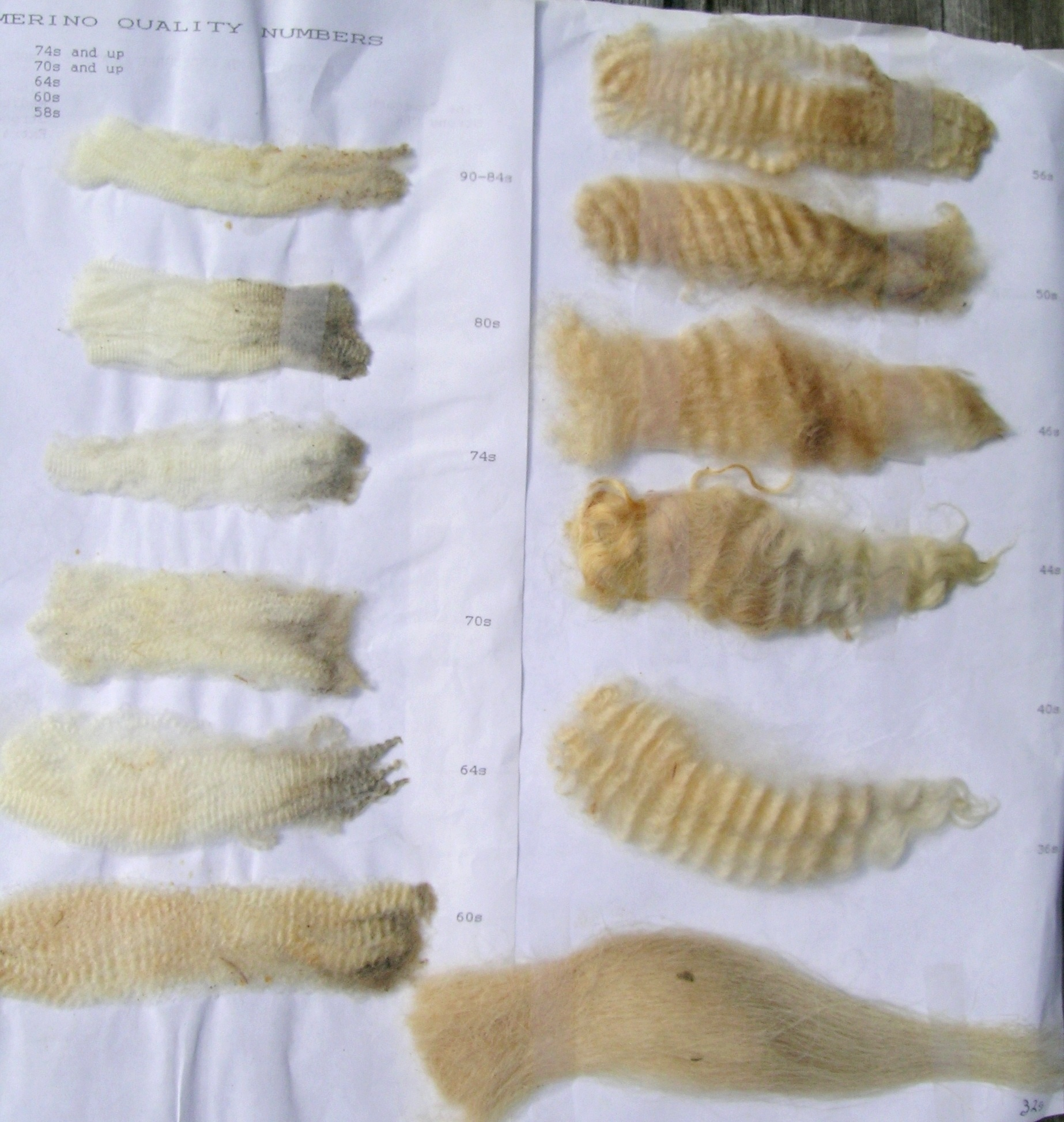
Échantillons de laine.

Beige qualifie la laine naturelle ou toute étoffe qui n'a reçu ni teinture, ni blanchiment (voir aussi écru).

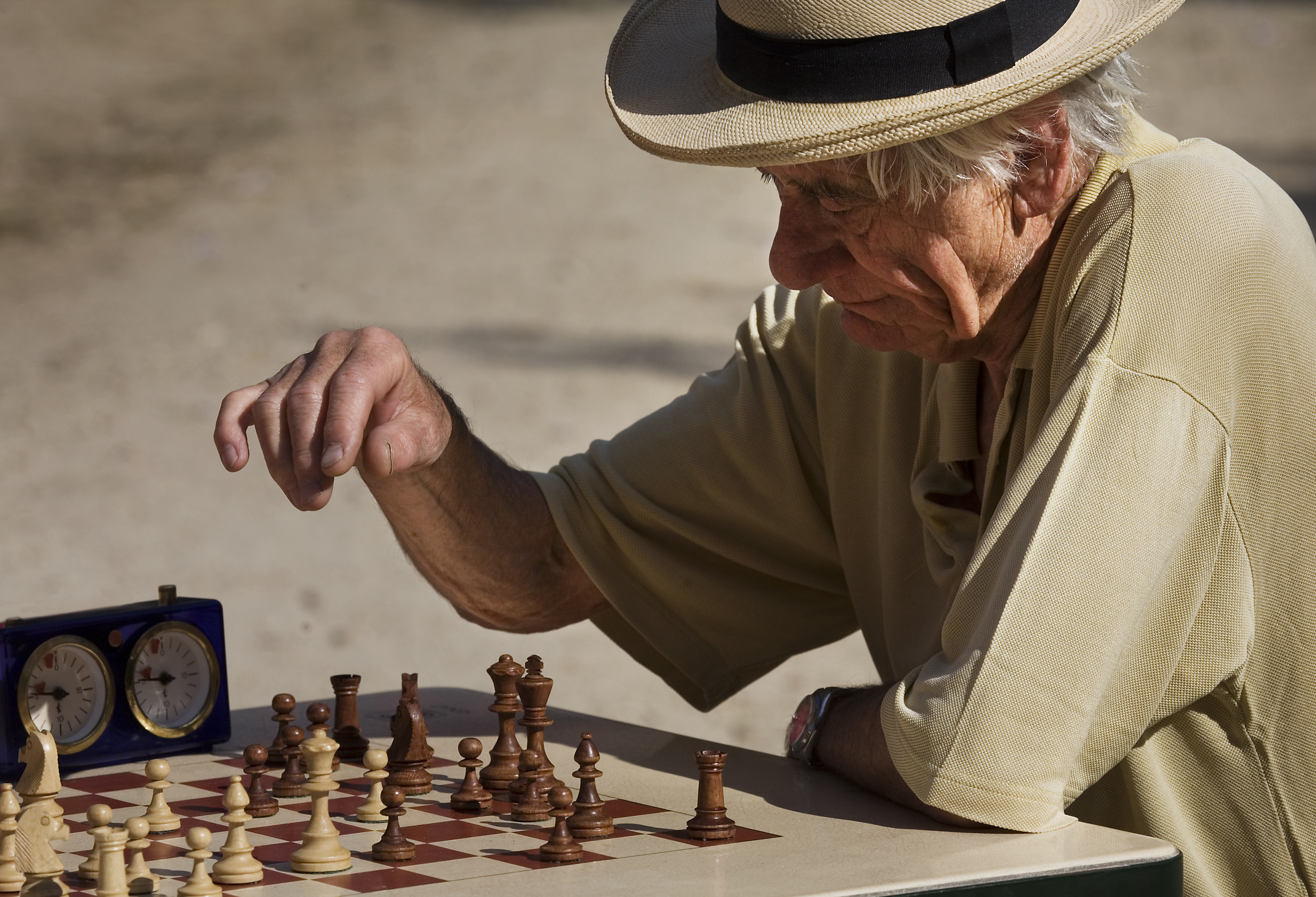
Vêtement beige.

Par extension, beige est la couleur de la laine naturelle, entre le blanc cassé et le brun très clair. Le terme beige s'emploie principalement dans les domaines de l'habillement et de la mode.
La couleur beige peut correspondre, régionalement, à des teintes plutôt jaunes, ou plutôt orangées. Appliqué à la description de la peau ou des cheveux d'une personne, l'adjectif beige peut être péjoratif.

## Synonymes
Le terme bureau désignant, en normand et en picard, un tissu de laine brut, une bure encore plus grossière, a à l'origine exactement le même sens que le terme beige, d'origine poitevine, d'après des dictionnaires du XVIIIe siècle.
Les termes écru, grège, bis, mastic soit s'utilisent comme synonymes de beige, soit représentent des nuances particulières dans le champ des beiges, selon la personne qui les emploie.

## Normalisation
La norme AFNOR X08-010 Classification méthodique générale des couleurs situait le champ chromatique du beige entre le jaune-vert et l'orangé-jaune, donc de longueur d'onde dominante 573 nm à 588 nm, désaturées, avec une clarté moyenne.
Le terme beige peut être qualifié par des adjectifs qui indiquent de quelle autre partie de l'espace chromatique la couleur désignée est la plus proche, comme rosé ou jaunâtre, ou comment elle se place dans le champ des beiges, comme clair ou foncé, grisé ou intense.

### Couleur du web
Le protocole de système de fenêtrage X11 et les langages HTML, SVG et CSS définissent un code de couleur pour le mot-clé beige.

### Uniformes
Au XXe siècle, le camouflage prévalent sur les symboliques d'appartenance, le beige s'utilise communément dans les uniformes militaires pour les pièces d'habillement qui seraient, dans le civil, blanches, ou pour les tenues de pays chauds, pour lesquels une couleur sombre serait inconfortable.
On lit en 1900 un compte rendu de présentation d'un tissu chargé à la tourbe, évacuant mieux la transpiration que les tissus bruts, « d'une jolie couleur beige naturelle ».

## Arts

### Musique
- Black, brown and beige, titre d'une suite de musique de jazz de Duke Ellington, de 1943. Beige s'oppose ici subtilement à la distinction légale américaine de l'époque entre white et colored.

### Littérature
« […] une bonne robe de droguet ou de laine beige […]. »

— Edmond de Goncourt.

« Il était en vêtements du matin, d'un beige très clair […]. »

— Octave Mirbeau.